# Övre Tunbyn
Övre Tunbyn är en småort i Tuna socken i Sundsvalls kommun.
Övre Tunbyn ligger strax norr om Ljungan och cirka 10 kilometer sydväst om Sundsvall.